# Bob agli XI Giochi olimpici invernali - Bob a quattro maschile
La gara di bob a quattro maschile agli XI Giochi olimpici invernali si è disputata l'11 febbraio e il 12 febbraio a Mount Teine.

## Atleti iscritti
| America (12)                                     | America (12)                                   | America (12)                |
| ------------------------------------------------ | ---------------------------------------------- | --------------------------- |
| - Canada (4)                                     | - Stati Uniti (8)                              |                             |
| Asia (8)                                         |                                                |                             |
| - Giappone (8)                                   |                                                |                             |
| Europa (52)                                      |                                                |                             |
| - Austria (8) - Francia (4) - Germania Ovest (8) | - Italia (8) - Gran Bretagna (8) - Romania (4) | - Svezia (4) - Svizzera (8) |

## Risultati
| Pos. | Nazione           | Atleti                                                                   | Manche1 | Manche2 | Manche3 | Manche4 | Totale  | Distacco |
| ---- | ----------------- | ------------------------------------------------------------------------ | ------- | ------- | ------- | ------- | ------- | -------- |
|      | Svizzera I        | Jean Wicki Edy Hubacher Hans Leutenegger Werner Camichel                 | 1:10.71 | 1:11.44 | 1:10.21 | 1:10.71 | 4:43.07 |          |
|      | Italia I          | Nevio De Zordo Gianni Bonichon Adriano Frassinelli Corrado Dal Fabbro    | 1:11.39 | 1:11.33 | 1:10.19 | 1:10.92 | 4:43.83 | +0.76    |
|      | Germania Ovest I  | Wolfgang Zimmerer Peter Utzschneider Stefan Gaisreiter Walter Steinbauer | 1:11.18 | 1:11.75 | 1:10.30 | 1:10.69 | 4:43.92 | +0.85    |
| 4    | Svizzera II       | Hans Candrian Erwin Juon Gaudenz Beeli Heinz Schenker                    | 1:12.36 | 1:11.89 | 1:10.09 | 1:10.22 | 4:44.56 | +1.49    |
| 5    | Germania Ovest II | Horst Floth Donat Ertel Walter Gillik Pepi Bader                         | 1:10.83 | 1:11.88 | 1:11.06 | 1:11.32 | 4:45.09 | +2.02    |
| 6    | Austria I         | Herbert Gruber Utz Chwalla Josef Eder Josef Oberhauser                   | 1:11.20 | 1:12.46 | 1:11.11 | 1:11.00 | 4:45.77 | +2.70    |
| 7    | Austria II        | Werner Delle Karth Werner Moser Walter Delle Karth Fritz Sperling        | 1:11.58 | 1:12.46 | 1:11.16 | 1:11.46 | 4:46.66 | +3.59    |
| 8    | Italia II         | Gianfranco Gaspari Roberto Zandonella Mario Armano Luciano De Paolis     | 1:11.89 | 1:12.49 | 1:11.11 | 1:11.24 | 4:46.73 | +3.66    |
| 9    | Francia I         | Patrick Parisot Yves Bonsang Alain Roy Gilles Morda                      | 1:11.79 | 1:12.18 | 1:11.27 | 1:11.51 | 4:46.75 | +3.68    |
| 10   | Romania I         | Ion Panțuru Ion Zangor Dumitru Pascu Dumitru Focşeneanu                  | 1:12.07 | 1:12.65 | 1:11.08 | 1:11.32 | 4:47.12 | +4.05    |
| 11   | Svezia I          | Carl-Erik Eriksson Tom Mentzer Thomas Gustafsson Jan Johansson           | 1:12.14 | 1:12.42 | 1:11.43 | 1:11.41 | 4:47.40 | +4.33    |
| 12   | Giappone I        | Susumu Esashika Kazumi Abe Rikio Sato Yoshiyuki Ichihashi                | 1:11.51 | 1:12.99 | 1:11.42 | 1:12.00 | 4:47.92 | +4.85    |
| 13   | Canada I          | Hans Gehrig David Richardson Peter Blakeley Andrew Faulds                | 1:12.61 | 1:12.43 | 1:10.76 | 1:12.26 | 4:48.06 | +4.99    |
| 14   | Stati Uniti II    | Boris Said, Jr. James Copley Ken Morris Phil Duprey                      | 1:12.31 | 1:12.34 | 1:11.80 | 1:11.98 | 4:48.43 | +5.36    |
| 15   | Gran Bretagna II  | John Hammond Jackie Price Alan Jones Peter Clifford                      | 1:13.00 | 1:12.49 | 1:12.72 | 1:12.25 | 4:50.46 | +7.39    |
| 16   | Gran Bretagna I   | John Evelyn Mike Freeman Gomer Lloyd Bill Sweet                          | 1:12.83 | 1:13.65 | 1:12.55 | 1:12.00 | 4:51.03 | +7.96    |
|      | Giappone II       | Toshihisa Nagata Hiroshi Inaba Koichi Sugawara Akihiko Suzuki            | 1:11.51 | 1:12.99 | dq      |         |         |          |
|      | Stati Uniti I     | Jim Hickey, Jr. Jim Bridges Howard Siler, Jr. Thomas Becker              | dq      |         |         |         |         |          |